# 季赖内站
季赖内站是里加-叶尔加瓦铁路线上的一个火车站，位于拉脱维亚首都里加市的郊区；车站建于1928年，1983年翻修。